# Flagge Aragoniens
Die  Flagge Aragoniens wurde offiziell am 16. August 1982 angenommen.

## Beschreibung
Die Grundlage der Flagge Aragoniens ist die Senyera. Sie besteht aus fünf gelben und vier roten, horizontalen Streifen. Zur Liek hin versetzt, ruht das Wappen Aragoniens.

## Geschichte
Iñigo Arista (* 781; † 852), der erste König von Pamplona, der bis nach Aragonien hinein regierte, führte ein silbernes Kreuz auf blauen Grund auf seinen Wappen und seinem Banner.
Peter I. von Aragonien nahm 1096 eine weiße Flagge mit einem roten Georgskreuz und vier Maurenköpfen an, wie sie noch heute im Wappen Aragoniens zu sehen sind. Sie stehen für die vier maurischen Könige, die Peter in der Schlacht von Alcoraz 1095 besiegte. 1137 wurde Petronella von Aragón, Tochter des aragonischen Königs Ramiro II., mit Raimund Berengar IV., dem Grafen von Barcelona, verlobt. Die Maurenflagge Aragoniens wurde zur Seekriegsflagge, während die Senyera  Flagge des vereinten Reiches wurde. Erst Jakob I. wechselte dann 1263 auch zur See zu den rot-goldenen Streifen, die dann bis 1516 als Seekriegsflagge verwendet wurden. Die Maurenflagge findet sich heute noch als Flagge Sardiniens.
Im Mai 1977 wurde im Rahmen der Autonomiebestrebungen von den drei Provinzregierungen (diputaciones) eine „provisorische Flagge“ als erste offizielle Flagge angenommen. Die gewählte Diputación General de Aragón nahm schließlich 1982 die heutige Flagge an und legte sie am 2. April 1984 auch gesetzlich fest.

Wappen von Iñigo Arista
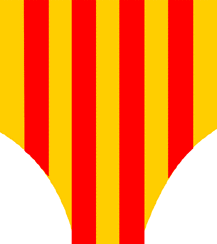
Seekriegsflagge der Marine Aragoniens, 1263 bis 1516
„provisorische Flagge“ von 1977

## Flaggen der untergeordneten Verwaltungseinheiten
Sowohl die Provinzen Aragoniens, als auch die Kreise (Comarques) und Gemeinden verfügen über eigene Flaggen.

Provinz Huesca
Provinz Saragossa
Provinz Teruel

Beispiele für Flaggen der Kreise:

Aranda
Comunidad de Calatayud
Campo de Cariñena
Ribera Alta del Ebro

## Politische Flaggen Aragoniens

Estrelada aragonesa